# Leuciscus gaderanus
Leuciscus gaderanus är en fiskart som beskrevs av Gunther, 1899. Leuciscus gaderanus ingår i släktet Leuciscus och familjen karpfiskar. Inga underarter finns listade i Catalogue of Life.